# 二二八事件責任歸屬研究報告
《二二八事件責任歸屬研究報告》是由二二八事件紀念基金會真相研究小組召集歷史學者共同參與、歷時年餘而完成的文件，2006年第一版（ISBN 957-29362-1-2）。內容主要將二二八事件責任歸屬的「元凶」指向蔣介石，認為蔣介石指派國軍整編第21師師長劉雨卿率兵赴台灣鎮壓，展開屠殺和清鄉的鎮壓工作，應負最大責任。而陳儀、柯遠芬、彭孟緝等軍政人員應負「次要責任」。其他如張慕陶、史宏熹、劉雨卿是鎮壓行動的共犯。而情治人員、半山仔、社會團體與媒體工作者、線民、告密者、構陷者等都有責任。

## 工作人員
《二二八事件責任歸屬研究報告》版權頁標示的工作人員如下，（）內為當時資料。
- 總策劃：李旺台（前民主進步黨副秘書長兼文宣部主任[1]）、楊振隆（二二八事件紀念基金會執行長）
- 真相研究小組召集人：張炎憲（國史館館長）
- 真相研究小組：
  - 李榮昌（二二八事件受難者李瑞漢之子、台灣北社社員[2]）
  - 李旺台
  - 張炎憲
  - 陳儀深（中央研究院近代史研究所副研究員）
  - 黃秀政（國立中興大學歷史系教授）
  - 薛化元
  - 鍾逸人（前二七部隊部隊長）
- 執筆人：
  - 張炎憲（執筆前言與結論）
  - 黃秀政（執筆第二章）
  - 陳儀深（執筆第三章）
  - 陳翠蓮（國立政治大學臺灣史研究所副教授，執筆第四章）
  - 李筱峰（世新大學通識教育中心教授，執筆第五章第一、四節）
  - 何義麟（國立臺北教育大學社會科教育學系助理教授，執筆第五章第二、三節）
  - 陳志龍（國立臺灣大學法律系教授，執筆附論一）
  - 黃茂榮（國立臺灣大學法律系教授，執筆附論二）
- 出版者：二二八事件紀念基金會（地址：臺北市中正區北平西路3號3樓3021室）
- 發行人：陳錦煌（二二八事件紀念基金會董事長）
- 總編輯：張炎憲
- 執行主編：柳照遠
- 編輯、校對：林真亦、曾秋美
- 封面設計：周鈺

## 各方看法
由於《二二八事件責任歸屬研究報告》將二二八事件「元兇」指向蔣介石，2006年2月23日，蔣介石之孫蔣孝嚴到台北地檢署對二二八事件紀念基金會董事長陳錦煌、中央研究院近代史研究所副研究員陳儀深和國史館館長兼真相研究小組召集人張炎憲控告涉嫌毀謗並附帶民事賠償，台北地檢署檢察官不予起訴。中國國民黨文化傳播委員會黨史館主任邵銘煌表示，二二八事件相關研究應將蔣介石後續處理經過也列入，不能只是選擇性引用資料。另外，由朱浤源所主導稱為中央研究院次級團體「二二八研究增補小組讀書會」發表兩年研究成果，對《二二八事件責任歸屬研究報告》提出反駁，並要求公開辯論。
2017年2月3日，二二八事件紀念基金會執行長楊振隆表示，他與二二八事件紀念基金會董事長薛化元上任後將推動「二二八事件責任歸屬報告官方版」列為首要任務，《二二八事件責任歸屬研究報告》指稱「蔣介石是事件元凶，應負最大責任」，但《二二八事件責任歸屬研究報告》因「現在只是行政院備查，不是官方版」而不能被教科書引用；他與薛化元在上任前拜訪中華民國內政部部長葉俊榮，葉俊榮承諾願意推動《二二八事件責任歸屬研究報告》列為官方版。
2017年2月25日，台灣北社副社長李川信表示，《二二八事件責任歸屬研究報告》已定義蔣介石是二二八事件元凶，如今已經過10年，他呼籲總統蔡英文，現在蔡英文政府完全執政，「若用總統身分定調『元凶就是蔣介石』，民間絕對會支持妳」。

## 外部連結
- 二二八事件責任歸屬研究報告（中文和日文版）
- 二二八責任歸屬報告評論